# Sociedade Brasileira de Medicina de Família e Comunidade
A Sociedade Brasileira de Medicina de Família e Comunidade (SBMFC) é a entidade nacional que congrega os médicos de família e comunidade, assim como os demais médicos que atuam na Atenção Primária à Saúde. O médico de família é o profissional que presta atendimento médico geral, integral e de qualidade a indivíduos, famílias e comunidades.
A SBMFC associa tanto médicos especialistas em Medicina de Família e Comunidade (cujo nome oficial da especialidade e de seus Programas de Residência foi Medicina Geral Comunitária até abril de 2002), quanto outros médicos, residentes e estudantes de medicina interessados nesta área.
Fundada em 1981, nesses seus 30 anos de existência a SBMFC já promoveu diversos eventos nacionais e internacionais. A SBMFC é vinculada ao WONCA (World Organization of National Colleges, Academies and Academic Associations of General Practitioners/Family Physicians).

## Jornal Saúde da Família
Jornal eletrônico bimestral da Sociedade Brasileira de Medicina de Família e Comunidade (SBMFC), dirigido a médicos da especialidade para a difusão de seu trabalho e a promoção de debates sobre saúde no Brasil.

## Revista Brasileira de Medicina de Família e Comunidade
A Revista Brasileira de Medicina de Família e Comunidade (RBMFC) é um periódico revisado por pares publicado pela Sociedade Brasileira de Medicina de Família e Comunidade. Os artigos são publicados de forma contínua ao longo do ano, e podem ser lidos e redistribuídos gratuitamente. A RBMFC teve sua primeira edição publicada no ano de 1987, porém, foi a partir da implantação do Programa Saúde da Família (em 1994) e do fortalecimento da APS brasileira que a SBMFC, em 2004, reativou a RBMFC.